# Karl Philipp zu Schwarzenberg
Karl Philipp Fürst zu Schwarzenberg (18. april 1771 – 15. oktober 1820) var en østrigsk feltmarskal i napoleonskrigene.
Napoleon havde givet Schwarzenberg kommandoen over det østrigske hjælpekorps, som deltog i offensiven mod Rusland i 1812. Da Østrig i 1813 skiftede side i krigen, blev den nyligt forfremmede feltmarskal øverstkommanderende for den bøhmiske hovedarmé, som bidrog til Napoleons fald i 1814.
- Wikimedia Commons har flere filer relateret til Karl Philipp zu Schwarzenberg